# Centaurea kryloviana
Centaurea kryloviana là một loài thực vật có hoa trong họ Cúc. Loài này được Sergievsk. mô tả khoa học đầu tiên năm 1949.